# 光明寺 (一宮市の地名)
光明寺（こうみょうじ）は、愛知県一宮市の地名。

## 地理
一宮市北端に位置する。

### 河川・池沼
- 木曽川南派川
- 奥村用水

### 交通
- 愛知県道150号一宮川島線
- 愛知県道182号里小牧北方江南線
- 愛知県道181号光明寺木曽川停車場線
- 東海北陸自動車道

### 施設
- 国営木曽三川公園138タワーパーク
  - ツインアーチ138
- 光明寺公園
- 一宮市総合体育館（いちい信金アリーナ）
- 光明寺最終処分場
- 一宮市立葉栗北小学校
- 一宮市立光明寺保育園
- 光明寺
- 観音寺
- 普門寺
- 地蔵堂
- 織姫乃碑

## 歴史
葉栗郡光明寺村を前身とする。

### 地名の由来
天台宗光明寺の寺名による。

### 沿革
- 1889年（明治22年）10月1日 - 町村制施行に伴い、葉栗郡光明寺村大字光明寺となる[1]。
- 1906年（明治39年）5月10日 - 合併に伴い、葉栗村大字光明寺となる[1]。
- 1940年（昭和15年）8月1日 - 一宮市へ編入し、同市光明寺となる[1]。

### 人口の変遷
国勢調査による人口および世帯数の推移。
| 2005年（平成17年） | 1109世帯 3551人 |  |
| 2010年（平成22年） | 1243世帯 3977人 |  |
| 2015年（平成27年） | 1325世帯 4084人 |  |
| 2020年（令和2年）  | 1387世帯 3965人 |  |

### WEB
1. 1 2  総務省統計局 (2022年2月10日). “令和2年国勢調査の調査結果(e-Stat) - 男女別人口，外国人人口及び世帯数－町丁・字等” (CSV). 2023年8月2日閲覧。
2. ↑  “愛知県一宮市の町丁・字一覧”.   人口統計ラボ. 2024年4月20日閲覧。
3. ↑  “読み仮名データの促音・拗音を小書きで表記するもの(zip形式) 愛知県” (zip).   日本郵便 (2024年2月29日). 2024年3月26日閲覧。
4. ↑  “市外局番の一覧” (PDF).   総務省 (2022年3月1日). 2022年3月22日閲覧。
5. ↑  “ナンバープレートについて”.   一般社団法人愛知県自動車会議所. 2024年1月21日閲覧。
6. ↑  総務省統計局 (2014年6月27日). “平成17年国勢調査の調査結果(e-Stat) - 男女別人口及び世帯数 －町丁・字等” (CSV). 2021年7月21日閲覧。
7. ↑  総務省統計局 (2012年1月20日). “平成22年国勢調査の調査結果(e-Stat) - 男女別人口及び世帯数 －町丁・字等” (CSV). 2021年7月21日閲覧。
8. ↑  総務省統計局 (2017年1月27日). “平成27年国勢調査の調査結果(e-Stat) - 男女別人口及び世帯数 －町丁・字等” (CSV). 2021年7月21日閲覧。

### 書籍
1. 1 2 3 4  「角川日本地名大辞典」編纂委員会 1989, p. 540.